# Temporada 1998 del fútbol colombiano
La Temporada 1998 del fútbol colombiano abarcó todas las actividades relativas a campeonatos de fútbol profesional, nacionales e internacionales, disputados por clubes colombianos, y por las selecciones nacionales de este país, en sus diversas categorías.

## Torneos locales

### Categoría Primera A
|                                   |
| Bandera de Colombia               |
| Campeón Deportivo Cali 7.º título |

#### Tabla de reclasificación
En la tabla de reclasificación se lleva a cabo la sumatoria de puntos de los clubes en todos los partidos del campeonato de primera división —el Apertura y el Finalización (incluyendo fases finales)—. En la misma se expresan los equipos clasificados de Colombia a los torneos internacionales de Conmebol para el siguiente año. Los cupos a torneos internacionales se distribuyeron de la siguiente manera:
- Copa Libertadores: Colombia 1 correspondió al campeón del Campeonato colombiano 1998 y Colombia 2 al subcampeón del Campeonato colombiano 1998, iniciando ambos su participación desde la Fase de grupos.[3]
- Copa Merconorte: Los cuatro clubes fueron invitados directamente por Conmebol.[4]
- Copa Conmebol: Colombia 1 correspondió al mejor equipo en la Reclasificación que no lograra la clasificación a los Cuadrangulares. Colombia 2 fue un cupo por invitación de Conmebol al Deportes Quindío.

En esta tabla se tienen en cuenta los desempates por tiros desde el punto penal, modalidad implementada por última vez en esta temporada, que entregaba 2 puntos al ganador y 1 al perdedor, la cual fue usada en todo el campeonato excepto en la final, por tanto el empate en la Final entre Deportivo Cali y Once Caldas suma un punto para cada uno y para efectos de contabilización se suma en la columna DPP. No se toman en cuenta los puntos de bonificación ya que ellos solo aplicaban para los Cuadrangulares Semifinales.
| Pos. | Equipos                | Pts. | PJ | PG | DPG | DPP | PP | GF  | GC  | Dif |
| ---- | ---------------------- | ---- | -- | -- | --- | --- | -- | --- | --- | --- |
| 1.   | Once Caldas            | 124  | 58 | 32 | 10  | 8   | 8  | 101 | 55  | 46  |
| 2.   | Atlético Nacional      | 110  | 56 | 26 | 13  | 6   | 11 | 101 | 61  | 40  |
| 3.   | Independiente Medellín | 105  | 56 | 27 | 7   | 10  | 12 | 87  | 52  | 35  |
| 4.   | Deportivo Cali (C)     | 103  | 58 | 25 | 9   | 10  | 14 | 94  | 67  | 27  |
| 5.   | América de Cali        | 85   | 56 | 18 | 10  | 11  | 17 | 79  | 69  | 10  |
| 6.   | Deportes Quindío       | 84   | 56 | 19 | 8   | 11  | 18 | 77  | 72  | 5   |
| 7.   | Santa Fe               | 83   | 56 | 20 | 7   | 9   | 20 | 63  | 60  | 3   |
| 8.   | Millonarios            | 82   | 56 | 17 | 10  | 11  | 18 | 63  | 70  | -7  |
| 9.   | Atlético Huila         | 71   | 50 | 17 | 6   | 8   | 19 | 74  | 68  | 6   |
| 10.  | Deportes Tolima        | 71   | 50 | 12 | 15  | 5   | 18 | 57  | 70  | -13 |
| 11.  | Envigado F. C.         | 69   | 50 | 16 | 7   | 7   | 20 | 55  | 64  | -9  |
| 12.  | Cortuluá               | 69   | 50 | 14 | 8   | 11  | 17 | 64  | 79  | -15 |
| 13.  | Atlético Bucaramanga   | 67   | 50 | 14 | 7   | 11  | 18 | 59  | 75  | -16 |
| 14.  | Junior                 | 66   | 50 | 12 | 11  | 8   | 19 | 71  | 85  | -14 |
| 15.  | Unión Magdalena        | 50   | 50 | 11 | 6   | 6   | 27 | 58  | 96  | -38 |
| 16.  | Deportivo Unicosta     | 37   | 50 | 10 | 1   | 5   | 34 | 57  | 115 | -58 |

Fuente: Web oficial de Dimayor
|  | Club clasificado a la Copa Libertadores 1999 |
|  | Club invitado a la Copa Merconorte 1999      |
|  | Club clasificado a la Copa Conmebol 1999     |

| (C) | Campeón del Campeonato colombiano 1998. |

##### Representantes en competición internacional
| Clasificado como | Copa Libertadores 1999 | Copa Merconorte 1999 | Copa Conmebol 1999 |
| ---------------- | ---------------------- | -------------------- | ------------------ |
| Colombia 1       | Deportivo Cali         | América de Cali      | Atlético Huila     |
| Colombia 2       | Once Caldas            | Atlético Nacional    | Deportes Quindío   |
| Colombia 3       |                        | Millonarios          |                    |
| Colombia 4       |                        | Santa Fe             |                    |

#### Tabla del descenso

##### Cambios de categoría al final de temporada
|  | Deportivo Unicosta |

|  | Deportivo Pasto |

### Categoría Primera B
|                                     |
| Bandera de Colombia                 |
| Campeón Deportivo Pasto 1.er título |

### Torneos de carácter aficionado

#### Categoría Primera C
|                                        |
| Bandera de Colombia                    |
| Campeón América de Cali "B" 2.º título |